# 6804 Марусеппу
6804 Марусеппу (6804 Maruseppu) — астероїд головного поясу, відкритий 16 листопада 1995 року.
Тіссеранів параметр щодо Юпітера — 3,625.